# Gerard Deulofeu
Gerard Deulofeu Lázaro (ur. 13 marca 1994 w Riudarenes) – hiszpański piłkarz występujący na pozycji napastnika we włoskim klubie Udinese Calcio. W latach 2014–2017 reprezentant Hiszpanii.

## Kariera klubowa
Hiszpan bardzo szybko rozpoczął swoją karierę w La Masíi, gdzie trafił w 2003 roku, mając zaledwie 9 lat. Ważnym etapem w karierze młodego Hiszpana był turniej rozegrany w 2006 roku w Aronie. Drużyna FC Barcelony zwyciężyła, a Deulofeu został wybrany MVP zawodów. Wkrótce po tym wydarzeniu piłkarz zwerbowany przez Nike i znalazł się na celowniku wielu klubów, m.in. Chelsea, Liverpoolu oraz Arsenalu.
W sezonie 2010/2011 trener rezerw Barcelony, Luis Enrique postanowił przetestować Deulofeu. 1 marca 2011 roku zadebiutował on w wygranym 4:1 spotkaniu z Córdoba CF.
3 sierpnia 2011 roku Deulofeu zadebiutował w pierwszej drużynie w towarzyskim meczu z Chivas de Guadalajara.
Od sezonu 2011/2012 stał się oficjalnie zawodnikiem Barcelony B. Hiszpan grał we wszystkich kategoriach wiekowych zarówno w drużynie FC Barcelony jak i reprezentacji Hiszpanii. Pierwszą bramkę dla FC Barcelony strzelił w sparingu z HSV, w 37. minucie. Została ona strzelona podczas meczu z okazji 125-lecia hamburskiego klubu.
10 lipca 2013 został wypożyczony do Evertonu.
Natomiast latem 2014 wypożyczono go do Sevilli.
W lipcu 2015 został sprzedany do Evertonu za 6 mln euro z opcją odkupienia przez pierwsze 3 sezony.
23 stycznia 2017 został wypożyczony z Evertonu do Milanu na pół roku, bez opcji wykupu.
W lipcu 2017 roku został odkupiony przez Barcelonę za 12 mln euro.
W styczniu 2018 został wypożyczony do Watfordu. Po pół roku gry w tym klubie został przez niego definitywnie wykupiony za 13 mln euro.

## Statystyki

### Klubowe
(aktualne na dzień 13 maja 2019)
| Klub               | Sezon              | Liga               | Liga  | Liga   | Puchar kraju | Puchar kraju | Puchar ligi | Puchar ligi | Europa | Europa | Inne  | Inne   | Suma  | Suma   |
| Klub               | Sezon              | Liga               | Mecze | Bramki | Mecze        | Bramki       | Mecze       | Bramki      | Mecze  | Bramki | Mecze | Bramki | Mecze | Bramki |
| ------------------ | ------------------ | ------------------ | ----- | ------ | ------------ | ------------ | ----------- | ----------- | ------ | ------ | ----- | ------ | ----- | ------ |
| FC Barcelona B     | 2010/11            | Segunda División   | 1     | 0      | –            | –            | –           | –           | –      | –      | -     | -      | 1     | 0      |
| FC Barcelona B     | 2011/12            | Segunda División   | 34    | 9      | –            | –            | –           | –           | –      | –      | -     | -      | 34    | 9      |
| FC Barcelona B     | 2012/13            | Segunda División   | 33    | 18     | –            | –            | –           | –           | –      | –      | -     | -      | 33    | 18     |
| FC Barcelona B     | Ogólnie            | Ogólnie            | 68    | 27     | 0            | 0            | 0           | 0           | 0      | 0      | 0     | 0      | 68    | 27     |
| FC Barcelona       | 2011/12            | Primera División   | 1     | 0      | 0            | 0            | –           | –           | 1      | 0      | 0     | 0      | 2     | 0      |
| FC Barcelona       | 2012/13            | Primera División   | 1     | 0      | 1            | 0            | –           | –           | 2      | 0      | 0     | 0      | 4     | 0      |
| FC Barcelona       | Ogólnie            | Ogólnie            | 2     | 0      | 1            | 0            | 0           | 0           | 3      | 0      | 0     | 0      | 6     | 0      |
| Everton (wyp.)     | 2013/14            | Premier League     | 25    | 3      | 2            | 0            | 2           | 1           | –      | –      | -     | -      | 29    | 4      |
| Everton (wyp.)     | Ogólnie            | Ogólnie            | 25    | 3      | 2            | 0            | 2           | 1           | 0      | 0      | 0     | 0      | 29    | 4      |
| Sevilla FC (wyp.)  | 2014/15            | Primera División   | 17    | 1      | 6            | 2            | –           | –           | 5      | 0      | -     | -      | 28    | 3      |
| Sevilla FC (wyp.)  | Ogólnie            | Ogólnie            | 17    | 1      | 6            | 2            | 0           | 0           | 5      | 0      | 0     | 0      | 28    | 3      |
| Everton            | 2015/16            | Premier League     | 26    | 2      | 1            | 0            | 6           | 2           | –      | –      | -     | -      | 33    | 4      |
| Everton            | 2016/17            | Premier League     | 11    | 0      | 1            | 0            | 1           | 0           | –      | –      | -     | -      | 13    | 0      |
| Everton            | Ogólnie            | Ogólnie            | 37    | 2      | 2            | 0            | 7           | 2           | 0      | 0      | 0     | 0      | 46    | 4      |
| A.C. Milan (wyp.)  | 2016/17            | Serie A            | 17    | 4      | 1            | 0            | –           | –           | -      | -      | -     | -      | 18    | 4      |
| A.C. Milan (wyp.)  | Ogólnie            | Ogólnie            | 17    | 4      | 1            | 0            | 0           | 0           | 0      | 0      | 0     | 0      | 18    | 4      |
| FC Barcelona       | 2017/18            | Primera División   | 10    | 1      | 2            | 1            | –           | –           | 3      | 0      | 2     | 0      | 17    | 2      |
| FC Barcelona       | Ogólnie            | Ogólnie            | 10    | 1      | 2            | 1            | 0           | 0           | 3      | 0      | 2     | 0      | 17    | 2      |
| Watford (wyp.)     | 2017/18            | Premier League     | 7     | 1      | –            | –            | –           | –           | –      | –      | –     | –      | 7     | 1      |
| Watford (wyp.)     | Ogólnie            | Ogólnie            | 7     | 1      | 0            | 0            | 0           | 0           | 0      | 0      | 0     | 0      | 7     | 1      |
| Watford            | 2018/19            | Premier League     | 30    | 10     | 3            | 0            | 0           | 0           | –      | –      | –     | –      | 33    | 10     |
| Watford            | Ogólnie            | Ogólnie            | 30    | 10     | 3            | 0            | 0           | 0           | 0      | 0      | 0     | 0      | 33    | 10     |
| Ogólnie w karierze | Ogólnie w karierze | Ogólnie w karierze | 213   | 50     | 16           | 3            | 9           | 3           | 11     | 0      | 2     | 0      | 252   | 55     |

### Reprezentacyjne
Stan na 9 września 2017
| Reprezentacja | Rok     | Występy | Gole |
| ------------- | ------- | ------- | ---- |
| Hiszpania     | 2014    | 1       | 0    |
| Hiszpania     | 2015    | 0       | 0    |
| Hiszpania     | 2016    | 0       | 0    |
| Hiszpania     | 2017    | 3       | 1    |
| Łącznie       | Łącznie | 4       | 1    |

## Sukcesy

### Sevilla FC
- Liga Europy UEFA: 2014/2015

### FC Barcelona
- Mistrzostwo Hiszpanii: 2012/2013, 2017/2018

### Reprezentacyjne
Reprezentacja Hiszpanii U-19
- Złoty medal na Mistrzostwach Europy U-19: 2011, 2012

Reprezentacja Hiszpanii U-17
- Srebrny medal na Mistrzostwach Europy U-17: 2010